# Т-5000
ОРСИС Т-5000 (от рус. оружейные системы; также ORSIS T-5000) — магазинная высокоточная снайперская винтовка с продольно скользящим затвором. Выпускается оружейным заводом «ОРСИС» промышленной группы «Промтехнологии», расположенным в Москве. В настоящее время винтовка продается только в гражданском варианте, стоимость винтовки порядка 390 000 рублей. Винтовка была представлена в 2011 году на международной Российской выставке вооружения в Нижнем Тагиле. Эти винтовки могут использоваться как специальными подразделениями правоохранительных органов, так и специально подготовленными армейскими снайперами. Входит в состав снайперского комплекса «Точность», в 2017 году принятого на вооружение Сил специальных операций, ФСБ, ФСО

## Конструкция
Конструкция винтовки была разработана под руководством российского конструктора и первого генерального директора компании Промтехнология Алексея Сорокина.
Конструкция Т-5000 основывается на оригинальной затворной группе, выполненной из нержавеющей стали. Затвор продольно скользящий, поворотный. Ствол и ударно-спусковой механизм винтовки также выполнены из нержавеющей стали. В Т-5000 устанавливается ствол ORSIS SE, полученный методом однопроходного резания. Точность изготовления ствола порядка 0,002 мм. Длина ствола 27,5 дюймов (698,5 мм), диаметр дульного среза — 22 мм. На стволе изготавливаются долы для сокращения времени охлаждения ствола и для уменьшения веса оружия в целом. Дульная часть ствола имеет резьбу для крепления дульного тормоза-компенсатора или иных дульных устройств (оснащается трёхкамерным дульным тормозом-компенсатором ORSIS).
Ложа из алюминиевого сплава, эргономичная рукоять пистолетного типа, регулируемый приклад, складной механизм приклада изготовлен из стали с магнитным фиксатором в сложенном положении. В зависимости от варианта ударно-спускового механизма, усилие спуска может плавно регулироваться («Hunter» — позволяет настроить свободный ход и усилие от 900 до 1500 граммов; «Varmint» — от 500 до 900 граммов). Трёхпозиционный предохранитель выполнен в задней части затвора и при необходимости позволяет производить манипуляции с затвором при включенном предохранителе, либо же полностью блокировать спусковой механизм и затвор. Винтовка оснащена направляющей типа планка Пикатинни под установку оптического прицела и планкой для установки предобъективной насадки.
Оптические прицелы для винтовок поставляет компания «Дедал».
Питание патронами осуществляется из отъёмных коробчатых магазинов ёмкостью 5 и 10 патронов.
Приклад складной регулируемый по длине. На прикладе установлен регулируемый по высоте подщечник.

## Назначение и тактико-технические характеристики
Тактико-технические характеристики винтовки ORSIS T-5000 позволяют поражать цели в любое время дня и ночи, в любых погодных условиях, без предварительной пристрелки и технической подготовки на дистанциях до 1650 метров. Винтовки ORSIS продемонстрировали кучность стрельбы на уровне, не превышающем 0,5 угловой минуты (11 см на 800 м).
T-5000 превосходит по дальности и кучности австрийскую винтовку SSG 08 (закупленную для снайперов ГУ) и российскую СВ-98. Модернизированный вариант T-5000М в перспективе позволит вести стрельбу на дальности до 2000 м.
О разработке комплекса для антитеррористической деятельности по заданию российских спецслужб и Минобороны РФ стало известно в 2013 году. Впервые его представили во время форума «Армия-2015».
Выпуск «Точности» в двух модификациях с разными калибрами вызван особенностью баллистики пуль. Так, для максимальной точности при дистанции до 500—800 метров подходящим является 7,62×51 мм. Эффективное поражение цели на дистанции 1,5 километра обеспечит калибр 8,6×70 мм.
Данная винтовка основывается на оригинальной затворной группе. В последней ствол и ударно-спусковой механизм выполнены из нержавеющей стали.
Ложа винтовки, которая служит для соединения всех частей и удобства использования при стрельбе, изготавливается из алюминиевого сплава повышенной износоустойчивости. Эргономичная рукоять пистолетного вида, регулируемый приклад, складной механизм приклада сделаны из стали с магнитным фиксатором в сложенном положении. Трехпозиционный предохранитель находится в задней части затвора. При необходимости он позволяет производить манипуляции с затвором при включенном предохранителе, либо же полностью блокировать спусковой механизм и затвор.
Вес комплекса составляет от 5,8 до 6,2 килограмма. Его тактико-технические характеристики позволяют поражать цели в любое время суток и в любых погодных условиях без предварительной пристрелки и технической подготовки. Во время испытаний было продемонстрировано, что винтовка сохраняет работоспособность даже при охлаждении до минус 50 градусов, а также в условиях повышенной влажности.
Наиболее выдающимся калибром у данной винтовки является 338LM позволяющий поражать цели на расстоянии до 1500 метров.
Наиболее популярные калибры доступные для заказа при изготовлении данной винтовки:
- .260 Rem;
- 6.5х47 Lapua;
- .308 Win (7,62x51 мм);
- .300 Win Magnum (7,62x67 мм);
- .338 LM (8,6x70 мм);
- .375 H&H.

## Достижения
В начале июня 2012 года команда Управления «А» ЦСН ФСБ победила на международном соревновании полицейских и армейских снайперов (англ. Police & military sniper world cup) с использованием винтовок Т-5000.
В сентябре 2012 года винтовка была испытана в составе комплекта экипировки сухопутных войск «Ратник».

## Боевое применение
Несколько единиц использовались пророссийскими сепаратистами в вооружённом конфликте в Донбассе.
В ходе российского вторжения на Украину винтовка использовалась российскими военными, а также наёмникам «ЧВК Вагнер».

## Операторы
- Ирак
- Россия
- Саудовская Аравия
- Сирия
- Вьетнам
- Беларусь
- Китай
- Армения
- Узбекистан
- ОАЭ
- Таиланд
- Нигерия

## Орсис Т-5000 в популярной культуре

### В компьютерных играх
- Contract Wars
- Escape from Tarkov
- Girls' Frontline[англ.]
- SNIPER 3d Assasin
- Sniper Arena
- Warface
- World War 3
- S.T.A.L.K.E.R. Объединённый пак 2.2

### В литературе
- Книга Дмитрия Силлова «Закон Призрака»

## Галерея

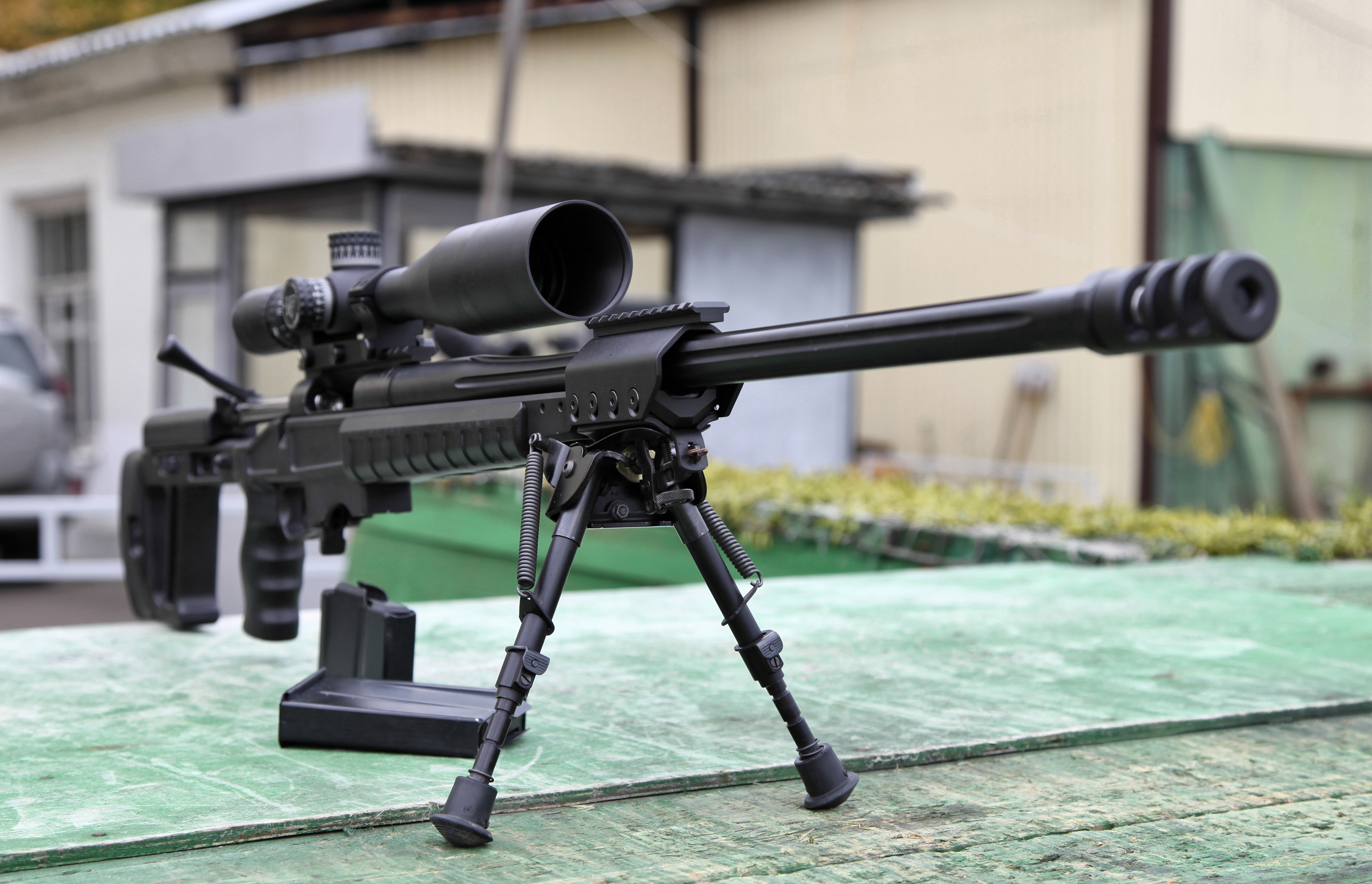
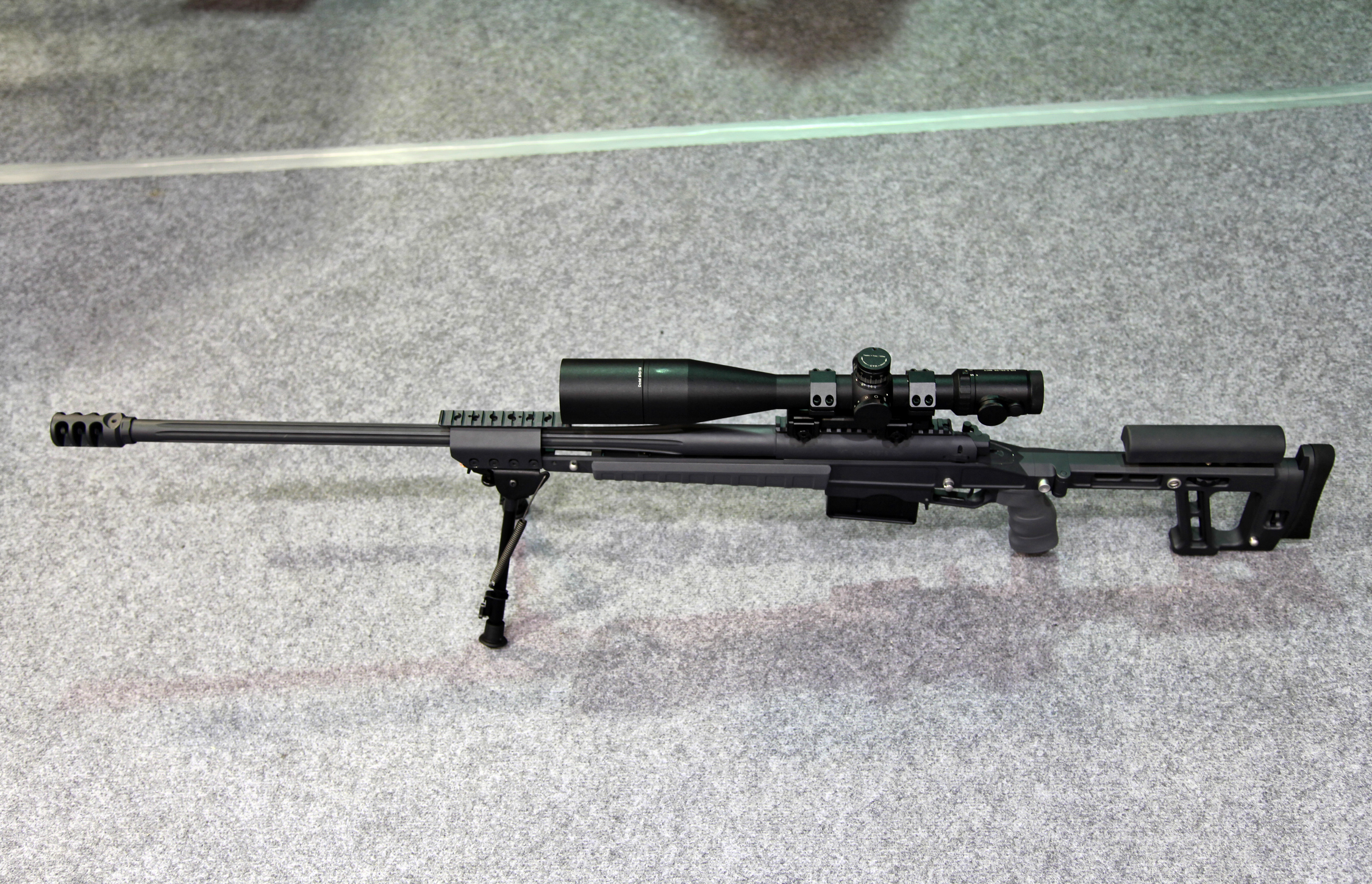

## Другие винтовки ORSIS
- Orsis 120